# Aphrodite (album)
Aphrodite je enajsti studijski album avstralske pevke Kylie Minogue. To je njen prvi studijski album v treh letih po albumu X leta 2007. Album je napovedal singl »All the Lovers«, objavljen julija 2010 po vsem svetu.

## Ozadje in razvoj
Založba Kylie Minogue, Parlophone Records, je album opisala kot »album, s katerim Kylie Minogue proslavlja svoje korenine v plesni glasbi« in oznanila, da bo album izšel 20. aprila 2010, ko bodo na uradni spletni strani Kylie Minogue izdali še odlomek iz pesmi »All the Lovers«. Tistega dne je stran obiskalo toliko ljudi, da se je zrušila. Pesem »All the Lovers« je ena izmed zadnjih pesmi, ki so jih napisali za album in takoj so jo izbrali za glavni singl z albuma. Kylie Minogue je trdila, da je pesem »čudovito povzela evforijo albuma. Ob njej dobim kar kurjo polt in komaj čakam, da slišim, kaj si o njej misli občinstvo.«
Album Aphrodite je produciral Stuart Price, ki je skupaj s Kylie Minogue Calvinom Harrisom, Jakeom Shearsom, Nerino Pallot, Pascalom Gabrielom, Lucasom Seconom, Timom Riceom-Oxleyjem iz glasbene skupine Keane in duetom Kish Mauve. Stuart Price je s Kylie Minogue pričel sodelovati pozno leta 2009 v New Yorku; njegova vloga pri izdelavi albuma je bila to, da je vsako pesem uredil do določene kvalitete in jih nazadnje razporedil po vrstnem redu. Sicer so med snemalno sejo posneli nekaj balad, a nazadnje nobene niso vključili na album, tako da album ne vključuje nobene mirnejše pesmi. Eno od pesmi z albuma, pesem »Better than Today«, je Kylie Minogue še pred izidom albuma, takoj po koncu snemalne seje, izvedla na koncertni turneji For You, For Me. Stuart Price je album opisal kot album, v katerem »Kylie izvaja svoj najboljši pop do sedaj. Vse, kar vam pade na pamet, ko pomislite nanjo, je v tem albumu.«

## Produkcija
V intervjuju z britansko glasbeno spletno stranjo Popjustice je Kylie Minogue dejala, da meni, da je bila »inspiracija za vrnitev in ponoven zagon tega celotnega vlakca smrti turneja, ki sem jo priredila po Severni Ameriki. Vsi koncerti so prihajali iz srca in ob odzivu, ki sem ga dobila od svojih oboževalcev, sem menila, da je to največja nagrada, kar jih lahko dobim.« Ko so jo vprašali, če je album Aphrodite album, s katerim se poslavlja, je Kylie Minogue odvrnila, da je album »poln veselja. Je mešanica vseh najboljših trenutkov v moji glasbeni karieri.« Dejala je tudi, da je ob snemanju »občutila evforijo«. Drugi singl z albuma, »Get Outta My Way«, so napisali Lucas Secon, Cutfather in Damon Sharpe. V intervjuju z revijo HitQuarters je Lucas Secon pesem opisal kot »seksi elektro disko pesem z dokaj pametnim besedilom in nekaj melodijami, ki si jih lahko zelo hitro zapomnite.« Dejal je, da je niso napisali s posebnim glasbenikom, ki bi jo zapel, v mislih in da so jo, preden si je pesem za drugi singl z albuma izbrala Kylie Minogue, kot prvi singl s svojega albuma želeli izdati še štirje drugi glasbeniki. Kylie Minogue je na tiskovni konferenci ob izidu albuma v Ibizi dejala, da se ji je zdel snemalni proces zelo stresen. »Cele noči nisem spala in bila sem izpostavljena velikemu stresu, a vsi, vpleteni v projekt, so mi pošiljali toliko pozitivne energije, da sem menila, da bo album na koncu dober.«

## Izid in promocija
Kylie Minogue je z glavnim singlom z albuma, pesmijo »All the Lovers«, v živo prvič nastopila na podelitvi nagrad Wind Music Awards v Veroni, Italija, in sicer 29. maja 2010. Posnetek nastopa se je na televiziji prvič predvajal v oddaji The Today Show v Združenih državah Amerike junija 2010. S pesmijo je v le enem mesecu nastopila tudi v finalu nemške oddaje Naslednji nemški top model, na francoski oddaji Le Grand Journal in na britanski pogovorni oddaji Friday Night with Jonathan Ross. Zabavo ob uradnem izidu albuma so priredili v nočnem klubu Pacha na Ibizi, Španija, v juliju 2010. Ob svoji odločitvi, da bo izid albuma proslavljala na Ibizi, je Kylie Minogue otok označila za »duhovni dom plesa« Med promocijo albuma v svoji rodni Avstraliji se je Kylie Minogue pojavila v televizijskih serijah A Current Affair in Hey Hey It's Saturday, kar sta bila njena prva televizijska nastopa v Avstraliji po več kot desetletju. Nastopila je tudi v intervjuju v oddaji The 7PM Project in pesem »All the Lovers« izvedla v avstralski različici oddaje Dancing with the Stars.
Tistega julija se je Kylie Minogue pojavila v oddaji Alan Carr: Chatty Man, kjer je nastopila s pesmijo »Get Outta My Way«, drugim singlom z albuma, nato pa je nastopila še na oddaji Amerika ima talent, na lepotnem tekmovanju za miss Italije, na oddajah The Oliver Pocher Show, Paul O'Grady Live in Schlag den Raab ter v oddaji Live Lounge radia BBC Radio 1. Naslednjega oktobra je nastopila v Egiptu, in sicer pred sfingo in piramidami pri Gizi, ter na koncertu z naslovom »EXA« v palači Palacio de los Deportes v Mexico Cityju. Nato se je v sklopu promocije albuma pojavila v oddaji Décadas. Poleg tega je album promovirala tudi s pojavi v oddajah Dancing with the Stars in The Tonight Show with Jay Leno.
Novembra tistega leta je Kylie Minogue tretji singl z albuma, »Better than Today«, izvedla v ameriški različici oddaje X Factor, pa tudi na koncertu Children in Need. Naslednji mesec je pesem izvedla na podelitvi nagrad Capital FM Awards, v oddaji Royal Variety Show in na prireditvi Hootenanny, ki jo vsako leto priredi Jools Holland. Album je decembra Kylie Minogue promovirala tudi z nastopi s pesmimi »Santa Baby« in »Let It Snow« v centru Rockefeller v New Yorku. Kylie Minogue je kasneje album promovirala še s turnejo Aphrodite World Tour. Slednja do danes ostaja njena največja turneja; v sklopu turneje je Kylie Minogue obiskala pet kontinentov, in sicer Evropo, Severno Ameriko, Azijo, Oceanijo in Afriko.

## Singli
Kot prvi singl z albuma Aphrodite so v Združenem kraljestvu 14. maja 2010 preko radia BBC Radio 1 uradno izdali pesem »All the Lovers« Kylie Minogue je preko svojega uradnega računa na Twitterju potrdila, da bo videospot za pesem režiral Joseph Kahn. Videospot so posneli v Los Angelesu, navdihnila pa so ga dela ameriškega umetnika Spencerja Tunicka. Singl so 13. junija izdali digitalno, petnajst dni pozneje pa še fizično. S strani glasbenih kritikov je ob izidu prejemal predvsem pozitivne ocene in postal je triintrideseti singl Kylie Minogue, ki je zasedel eno izmed prvih desetih mest na britanski glasbeni lestvici. Poleg tega je zasedel eno izmed prvih dvajsetih mest tudi na evropski, avstralski in azijski lestvici ter postal njen četrti singl, ki je zasedel prvo mesto na Billboardovi lestvici Hot Dance Club Songs. Revija PopMatters je pesmi »All the Lovers« dodelila triinštirideseto mesto na svojem seznamu šestdesetih najboljših singlov leta 2010, revija Popjustice pa triindvajseto mesto na svojem seznamu petinštiridesetih najboljših singlov leta 2010. Revija Popjustice je ob seznamu dodala še: »Kakor vedno je Kylie Minogue na milijone svojih oboževalcev očarala z novo pesmijo za v klube, singlom 'All the Lovers'. Pesem je odrasla, a sproščena, bombastična, a pazljiva, trezna v duhu in pijana od ljubezni. [...] Zelo težko je pesem poslušati, ne da bi zraven peli.«
Na zabavi ob izidu albuma v Ibizi je Kylie Minogue potrdila, da bodo kot drugi singl z albuma izdali pesem »Get Outta My Way«. Pesem so izdali 27. septembra. Avgusta, pred izidom singla, so na uradnem kanalu založbe Parlophone na YouTubeu izdali trideset sekund dolg odlomek iz videospota za pesem. Celoten videospot je režiral AlexandLiane in je vključeval projekcije Friederja Weissa v živo. Singl so povsod po svetu, z izjemo Avstralije, izdali 27. septembra 2010; v Avstraliji so pesem izdali šele 8. oktobra tistega leta. V nekem intervjuju je Kylie Minogue pesem »Get Outta My Way« opisala kot »čisti pop dance« in »res nalezljivo«. Novinar revije Digital Spy, Mayer Nissim, je pesmi dodelil štiri zvezdice od petih in jo opisal kot pesem, ki je s »svojim preprostim ritmom, ki spominja na bitje srca, preprosto sestavljenim zvokom in klasično sestavo, po vsej verjetnosti najtoplejša in najmanj uglajena stvar, kar jih je Kylie ustvarila v zadnjem desetletju - v dobrem smislu.« Tudi Christel Loar iz revije PopMatters je pesmi dodelil pozitivno oceno; napisal je, da se »pulzu pesmi res ne moremo upreti, niti, ko Kylie svojemu fantu že pove, kaj natančno se bo zgodilo, če samo sedi tam.« Pesem je postala peta pesem Kylie Minogue, ki je zasedla vrh lestvice Billboard Hot Dance Club Songs, uvrstila pa se je tudi na evropsko in japonsko glasbebno lestvico.
Pesem »Better than Today«, s katero je Kylie Minogue nastopila že na svoji turneji For You, For Me, je postala tretji singl z albuma. Izdali so jo 6. decembra 2010, najprej v Združenem kraljestvu. Dan prej so izdali digitalni EP istega imena. Singl je 18. marca 2011 izšel tudi v Avstraliji. Videospot za pesem se je premierno predvajal 19. novembra 2010, režirala pa sta ga Kylie Minogue in William Baker. Pesem »Better Than Today« je s strani kritikov prejemala v glavnem pozitivne ocene; mnogi so pohvalili njeno mešanico country in plesnega stila, novinar revije Entertainment Weekly pa jo je celo označil za najbolj izstopajočo pesem z albuma. Novinar revije BBC Music je napisal, da je pesem »primerna za učenje country plesov« in da »si ob njej kar predstavljaš množico, ki pleše v vrsti«. Novinar revije Digital Spy je pesmi podelil štiri zvezdice od petih in jo označil za »sladko in zapeljivo - pravzaprav se je nemogoče upreti skušnjavi, da je ne bi poslušal še enkrat.« Pesem »Better Than Today« se je samo na podlagi digitalne prodaje uvrstila na sedeminšestdeseto mesto britansko glasbeno lestvico. Nazadnje je na lestvici zasedla dvaintrideseto mesto, s čimer je postala njen namanj uspešen singl tamkaj, takoj za pesmijo »The One«, ki je na britanski lestvici zasedla šele šestintrideseto mesto. Singl je zasedel tudi sedemindvajseto mesto škotske in triišestdeseto mesto francoske glasbene lestvice. Pesem je nekaj uspeha požela tudi v Združenih državah Amerike, saj je zasedla prvo mesto na lestvici Billboard Hot Dance Club Songs. Po izidu zadnjih dveh singlov je Kylie Minogue izjavila, da jo je njena založba »razočarala«.
Čeprav je Kylie Minogue sama oznanila, da bo pesem »Better than Today« zadnji singl, izdan preko tega albuma, so kasneje razkrili, da bodo v digitalnem in fizičnem formatu samostojno izdali tudi pesem »Put Your Hands Up (If You Feel Love)«, ki bo služila za četrti singl z albuma Aphrodite. Pesem so povsod po svetu, razen na Japonskem, izdali 3. junija 2011; na Japonskem je pesem izšla nekaj dni prej, že 29. maja 2011 Glasbeni kritiki so ji ob izidu dodeljevali predvsem pozitivne ocene; mnogi so pohvalili njen stil, ki naj bi spominjal na razne himne. Jordan Richardson iz revije Seattle Post-Intelligencer je pesmi dodelil pozitivno oceno. Napisal je, da je »pesem 'Put Your Hands Up (If You Feel Love)' prihajajoča koncertna uspešnica. Z refrenom, od katerega postaneš odvisen, toplimi verzi, ki me spominjajo na sladkorno peno (da, napisal sem) in osebnostjo Kylie Minogue jo je nemogoče spregledati.« Novinar revije BBC Music je napisal, da je pesem »Put Your Hands Up (If You Feel Love)« takšna, da si jo »preprosto zapomniš«. Ben Gilbert iz revije Yahoo! Music je pohvalil izvirno sestavo pesmi in »uporabo pogosto spregledanega piflarskega popa desetletja«. Pesem »Put Your Hands Up (If You Feel Love)« je zasedla prvo mesto na ameriški lestvici Billboard Hot Dance Club Songs; do takrat je že pet zaporednih singlov Kylie Minogue zasedlo vrh te lestvice, vključno z njenim duetom s Taiom Cruzem, pesem »Higher«. Singl je zasedel tudi eno izmed prvih štiridesetih mest na avstrijski in belgijski lestvici. Vseeno pa v Avstraliji pesem ni požela veliko uspeha; zasedla je petdeseto mesto in se s tem uvrstila le na eno od prvih petdesetih mest. Tudi v Veliki Britaniji ni bila tako uspešna, kot je založba Kylie Minogue pričakovala, saj je na tamkajšnji lestvici zasedla šele triindevetdeseto mesto.

### Ostale pesmi
Naslovna pesem, pesem »Aphrodite«, je zasedla šesto mesto belgijske glasbene lestvice. V svojih ocenah albuma so glasbeni kritiki pesem v glavnem hvalili, večinoma zaradi njenega singlu prijaznega sloga. Pesem je bila vključena tudi na praznični EP Kylie Minogue, A Kylie Christmas. Tim Sendra s spletne strani Allmusic je pesmi dodelil pozitivno oceno in jo označil za vrhunec albuma, eno od »pravzaprav najboljših Kyliejinih pesmi«. Tudi Christel Loar iz revije PopMatters je pesem označil za enega od vrhuncev albuma in dejal, da je »poslušanje redke predstavitve popolne produkcije čist in preprost užitek«. Pesem so posneli julija 2009 v studijih Electric Love Narine Pallot in Andyja Chatterleyja v severnem Londonu, kjer je Kylie Minogue posnela tudi pesem »Better than Today«, ki sta jo Narina Pallot in Andy Chatterley tudi napisala in producirala.

## Sprejem kritikov
Album Aphrodite je s strani glasbenih kritikov prejel v glavnem pozitivne ocene. Na spletni strani Metacritic je na podlagi enaindvajsetih ocen dobil sedeminšestdeset točk od stotih, kar je povprečna ocena. Tim Sendra s spletne strani Allmusic je albumu dodelil pozitivno oceno, in sicer štiri zvezdice od petih. V oceni je napisal še: »Seveda se Kylie nikoli ne bo moglo obravnavati kot divo z ogromnim razponom, a njen nedolžen, nekoliko nosen glas je čudovit za njene potrebe.« Tudi Kerri Mason iz revije Billboard je albumu dodelil pozitivno oceno: »Zmožnost Stuarta Pricea, da ustvari skladen album, ne da s tem žrtvuje osebnost vsake od pesmi, je tista, zaradi katere je vse skupaj povezano, zabavno in primerno za boginjo.« Tudi Ian Wade iz BBC Music je albumu dodelil pozitivno oceno in ga v svoji kritiki označil za »penast, zelo človeški dance pop. Takšna reč je zelo naravna in milostna.«
Sal Cinquemani z revije Slant je albumu dodelil dve zvezdici in pol od petih, torej mešano oceno. V svoji oceni ga je označil za »nič več kot še en album Kylie Minogue«; menil je, da Kylie Minogue z izidom tega albuma »ni nič tvegala«. Mešano oceno je albumu dodelila tudi Caroline Sullivan, novinarka revije The Guardian; slednja mu je dodelila tri zvezdice od petih, saj je menila, da je album »omejen na cviljenje ter globoke izdihe in vdihe.« Barry Walters iz revije Spin je albumu dodelil pozitivno oceno in v oceni napisal, da »Kylie Minogue z albumom pričara takšen blišč, kot ga ne zmore nihče drug«. April Welsh iz revije Clash je albumu dodelila sedem od desetih točk in v svoji oceni albuma napisala, da so »zadnji glasbeni podvigi Kylie Minogue naredili za pravo avstralsko princeso popa in prav zaradi njenega ponovnega vzpona na vrh jo boste morda ponovno vzljubili.«
Mikael Wood iz revije Entertainment Weekly je albumu dodelil oceno »A-« in ga opisal kot »dokaz, da mala avstralska diva še vedno lahko ustvari čudovit pop izdelek, primeren za vrtenje v raznih disko klubih.« Helen Clarke iz revije MusicOMH je napisala, da album »ne uspe doseči največ.« Margaret Wappler iz revije Los Angeles Times je albumu dodelila dve zvezdici in pol od štirih in ga označila za »dobro obdelanega«, vendar je dejala tudi, da »ne vsebuje veliko novih idej.«
Edna Gundersen iz revije USA Today je albumu dodelila tri zvezdice od štirih in dodala, da vsebuje »čutnost in osebnost, ki jo pričarajo brez velikega truda.« Christel Loar iz revije PopMatters je albumu dodelil sedem točk od desetih in ga označil za »napolnjenega s čudovitimi plesnimi refreni, s katerimi je Kylie tudi zaslovela.« Priya Elan iz revije NME je albumu dodelila pozitivno oceno: »Nepopustljivi zvok albuma Aphrodite je pravzaprav zelo lahek.« Album je označila za »eno od najboljših del Kylie Minogue po dolgem času.« Rob Sheffield iz revije Rolling Stone je napisal, da je album »Aphrodite najboljše delo Kylie Minogue od njenega podcenjenega albuma Impossible Princess iz leta 1997.«

## Komercialnost
Album Aphrodite je debitiral na enem izmed prvih desetih mest na več kot petnajstih evropskih glasbenih lestvicah ter na prvem mestu evropske lestvice. Na britanski lestvici je album postal njen peti album, ki je debitiral na prvem mestu. V Združenih državah Amerike je album z 18.000 prodanimi izvodi postal njen najuspešnejši album tamkaj; debitiral je na devetnajstem mestu lestvice Billboard 200. Tudi na kanadski glasbeni lestvici je album Aphrodite postal njen najuspešnejši album in šele tretji album, ki se je uvrstil na eno od prvih desetih mest na lestvici - zasedel je osmo. Na avstralski lestvici je album postal njen deseti album, ki je zasedel eno izmed prvih desetih mest na lestvici - zasedel je drugo. Na nemški lestvici je album debitiral na tretjem mestu in postal njen tretji album, ki je tamkaj zasedel eno izmed prvih desetih mest - prvi od albuma Fever (2001). Album Aphrodite je s strani organizacij Australian Recording Industry Association (ARIA) in British Phonographic Industry (BPI) za več kot 70.000 in 300.000 prodanih izvodov prejel platinasto certifikacijo. 12. julija 2011 je album debitiral na enajstem mestu novozelandske glasbene lestvice, s čimer je postal njen najuspešnejši album tamkaj od albuma Fever. Že po enem tednu je zdrsnil na devetindvajseto mesto. Album je na francoski lestvici debitiral na tretjem mestu in na lestvici ostal še triindvajset tednov.

## Seznam pesmi
| Št. | Naslov                                 | Pisec                                                                   | Producent(i)                                           | Dolžina |
| --- | -------------------------------------- | ----------------------------------------------------------------------- | ------------------------------------------------------ | ------- |
| 1.  | „All the Lovers‟                       | Jim Eliot, Mima Stilwell                                                | Eliot, Stuart Price^                                   | 3:20    |
| 2.  | „Get Outta My Way‟                     | Lucas Secon, Damon Sharpe, Peter Wallevik, Daniel Davidsen, Mich Hansen | Cutfather, Wallevik, Davidsen, Sharpe*, Secon*, Price* | 3:38    |
| 3.  | „Put Your Hands Up (If You Feel Love)‟ | Fin Dow-Smith, The Nervo Girls                                          | Starsmith, Price*                                      | 3:37    |
| 4.  | „Closer‟                               | Price, Beatrice Hatherley                                               | Price                                                  | 3:09    |
| 5.  | „Everything Is Beautiful‟              | Fraser T. Smith, Tim Rice-Oxley                                         | Smith                                                  | 3:25    |
| 6.  | „Aphrodite‟                            | Nerina Pallot, Andy Chatterley                                          | Pallot, Chatterley, Price^                             | 3:45    |
| 7.  | „Illusion‟                             | Kylie Minogue, Stuart Price                                             | Price                                                  | 3:21    |
| 8.  | „Better than Today‟                    | Pallot, Chatterley                                                      | Pallot, Chatterley, Price^                             | 3:25    |
| 9.  | „Too Much‟                             | Minogue, Calvin Harris, Jake Shears                                     | Harris                                                 | 3:16    |
| 10. | „Cupid Boy‟                            | Sebastian Ingrosso, Magnus Lidehäll, Nick Clow, Luciana Caporaso        | Price, Ingrosso, Filthy                                | 4:26    |
| 11. | „Looking for an Angel‟                 | Minogue, Price                                                          | Price                                                  | 3:49    |
| 12. | „Can't Beat the Feeling‟               | Hannah Robinson, Pascal Gabriel, Borge Fjordheim, Matt Prime, Richard X | Price, Gabriel, Fjordheim                              | 4:09    |

| Japonska različica z dodatnimi pesmimi | Japonska različica z dodatnimi pesmimi | Japonska različica z dodatnimi pesmimi                                                               | Japonska različica z dodatnimi pesmimi | Japonska različica z dodatnimi pesmimi |
| Št.                                    | Naslov                                 | Pisec                                                                                                | Producent(i)                           | Dolžina                                |
| -------------------------------------- | -------------------------------------- | --- | -------------------------------------- | -------------------------------------- |
| 13.                                    | „Heartstrings‟                         | Miranda Cooper, Brian Higgins, Matt Gray, Jason Resch, Kieran Jones, Gerard O'Connell, Jaxon Bellina | Xenomania                              | 3:16                                   |

| Dodatne pesmi za različico z iTunesa | Dodatne pesmi za različico z iTunesa | Dodatne pesmi za različico z iTunesa                                       | Dodatne pesmi za različico z iTunesa | Dodatne pesmi za različico z iTunesa |
| Št.                                  | Naslov                               | Pisec                                                                      | Producent(i)                         | Dolžina                              |
| ------------------------------------ | ------------------------------------ | -------------------------------------------------------------------------- | ------------------------------------ | ------------------------------------ |
| 13.                                  | „Mighty Rivers‟                      | Cooper, Higgins, Carla Marie Williams, Resch, O'Connell, Bellina, Tim Deal | Xenomania                            | 3:57                                 |

| Različica z dodatnimi pesmimi za Amazon.com in BigPond | Različica z dodatnimi pesmimi za Amazon.com in BigPond | Različica z dodatnimi pesmimi za Amazon.com in BigPond | Različica z dodatnimi pesmimi za Amazon.com in BigPond | Različica z dodatnimi pesmimi za Amazon.com in BigPond |
| Št.                                                    | Naslov                                                 | Pisec                                                  | Producent(i)                                           | Dolžina                                                |
| ------------------------------------------------------ | ------------------------------------------------------ | ------------------------------------------------------ | ------------------------------------------------------ | ------------------------------------------------------ |
| 13.                                                    | „Go Hard or Go Home‟                                   | Secon, Sharpe, Thomas Sardorf, Davidsen, Hansen        | Cutfather, Sardorf, Davidsen, Sharpe*, Secon*          | 3:42                                                   |

| DVD | DVD                                                                             | DVD     |
| Št. | Naslov                                                                          | Dolžina |
| --- | ------------------------------------------------------------------------------- | ------- |
| 1.  | „Tema White Diamond‟ (V živo s turneje North American Tour 2009)                | 2:16    |
| 2.  | „White Diamond‟ (V živo s turneje North American Tour 2009)                     | 3:06    |
| 3.  | „Confide in Me‟ (V živo s turneje North American Tour 2009)                     | 4:51    |
| 4.  | „I Believe in You‟ (V živo s turneje North American Tour 2009)                  | 2:59    |
| 5.  | „Snemanje videospota za pesem 'All the Lovers'‟                                 | 13:00   |
| 6.  | „Za kamerami na snemanju naslovnice za album Aphrodite‟                         | 2:32    |
| 7.  | „Galerija fotografij‟                                                           | 3:49    |
| 8.  | „Ekskluzivni intervju s Kylie Minogue in Stuartom Priceom‟ (Na voljo na spletu) | 39:36   |

(^) označuje dodatno produkcijo

(*) označuje producenta

### Različica s turneje Les Folies Tour
3. junija 2011 so v Avstraliji fizično in digitalno ponovno izdali album Aphrodite na treh diskih, in sicer pod imenom Različica s turneje Les Folies Tour. Album je 13. junija 2011 fizično in digitalno izšel tudi na Novi Zelandiji.
| Disc 1 | Disc 1                                 | Disc 1                                                                        | Disc 1                                                                              | Disc 1  |
| Št.    | Naslov                                 | Pisec                                                                         | Producent(i)                                                                        | Dolžina |
| ------ | -------------------------------------- | ----------------------------------------------------------------------------- | ----------------------------------------------------------------------------------- | ------- |
| 1.     | „All the Lovers‟                       | Jim Eliot, Mima Stilwell                                                      | Kish Mauve, Stuart Price                                                            | 3:20    |
| 2.     | „Get Outta My Way‟                     | Mich Hansen, Lucas Secon, Damon Sharpe, Peter Wallevik, Daniel Davidsen       | Cutfather, Peter Wallevik, Daniel Davidsen, Damon Sharpe, Lucas Secon, Stuart Price | 3:38    |
| 3.     | „Put Your Hands Up (If You Feel Love)‟ | Finlay Dow-Smith, Miriam Nervo, Olivia Nervo                                  | Starsmith, Stuart Price                                                             | 3:37    |
| 4.     | „Closer‟                               | Price, Beatrice Hatherley                                                     | Stuart Price                                                                        | 3:09    |
| 5.     | „Everything Is Beautiful‟              | Tim Rice-Oxley, Fraser T. Smith                                               | Fraser T. Smith                                                                     | 3:25    |
| 6.     | „Aphrodite‟                            | Nerina Pallot, Andy Chatterley                                                | Nerina Pallot, Andy Chatterley, Stuart Price                                        | 3:45    |
| 7.     | „Illusion‟                             | Kylie Minogue, Stuart Price                                                   | Stuart Price                                                                        | 3:21    |
| 8.     | „Better Than Today‟                    | Pallot, Chatterley                                                            | Nerina Pallot, Andy Chatterley, Stuart Price                                        | 3:25    |
| 9.     | „Too Much‟                             | Minogue, Calvin Harris, Jake Shears                                           | Calvin Harris                                                                       | 3:16    |
| 10.    | „Cupid Boy‟                            | Sebastian Ingrosso, Magnus Lidehäll, Nick Clow, Luciana Caporaso              | Stuart Price, Sebastian Ingrosso, Magnus Lidehäll                                   | 4:26    |
| 11.    | „Looking for an Angel‟                 | Minogue, Price                                                                | Stuart Price                                                                        | 3:49    |
| 12.    | „Can't Beat the Feeling‟               | Hannah Robinson, Pascal Gabriel, Borge Fjordheim, Matt Prime, Richard Philips | Stuart Price, Pascal Gabriel, Borge Fjordheim                                       | 4:09    |

| Disk 2 | Disk 2                                                           | Disk 2  |
| Št.    | Naslov                                                           | Dolžina |
| ------ | ---------------------------------------------------------------- | ------- |
| 1.     | „Put Your Hands Up (If You Feel Love)‟ (remix Petea Hammonda)    | 7:55    |
| 2.     | „Aphrodite‟ (remix Denzala Parka)                                | 6:22    |
| 3.     | „Cupid Boy‟ (Stereogamousov remix)                               | 7:00    |
| 4.     | „Get Outta My Way‟ (vokalni remix Paula Harrisa)                 | 7:16    |
| 5.     | „All The Lovers‟ (remix WAWA & MMB)                              | 6:07    |
| 6.     | „Put Your Hands Up (If You Feel Love)‟ (Musclesov klubski remix) | 5:06    |
| 7.     | „Better Than Today‟ (remix Bimba Jonesa)                         | 3:09    |
| 8.     | „Higher‟ (Taio Cruz skupaj s Kylie Minogue)                      | 3:08    |

| Disk 3 | Disk 3                       | Disk 3       | Disk 3  |
| Št.    | Naslov                       | Producent(i) | Dolžina |
| ------ | ---------------------------- | ------------ | ------- |
| 1.     | „20-minutni remix za zabavo‟ | Denzal Park  | 19:52   |

## Ostali ustvarjalci
Vir: Allmusic
| - Kylie Minogue – glavni vokali, spremljevalni vokali - Beatriz Artola – inženir - William Baker – photography - Andy Chatterley – klavir, sintetizator, producent, inženir, programiranje tolkal - Cutfather (Mich Hansen) – producent, tolkala - Daniel Davidsen – kitara, sintetizator, programiranje, producent - Jim Eliot – bas kitara, klavir, sintetizator, producent, dodatna produkcija - Dave Emery – asistent - Børge Fjordheim – inštrumentacija, dodatna produkcija - Fraser T. Smith – kitara, producent, mešanje - Pascal Gabriel – inštrumentacija, dodatna produkcija - Brian Gottshall – asistent - Calvin Harris – urejanje, producent, mešanje, inštrumentacija - Beatrice Hatherley – spremljevalni vokali - Maime Hladiy – bas kitara - Pete Hofmann – inženir - Sebastian Ingrosso – producent, mešanje - Nathan Khors – asistent - Magnus Lideball – producent, mešanje | - Miriam Nervo – spremljevalni vokali, vokalna producent - Olivia Nervo – spremljevalni vokali, vokalna producentka - Mads Nilsson – mešanje - Nerina Pallot – sintetizator, akustična kitara, električna kitara, klavir, spremljevalni vokali, producentka, inženir - Geoff Pesche – urejanje - Stuart Price – sintetizator, inženir, producent, mešanje, vokalni producent, dodatna produkcija - Tim Rice-Oxley – klavir, spremljevalni vokali - Hannah Robinson – spremljevalni vokali - Lucas Secon – sintetizator, producent - Alexandra Segal – spremljevalni vokali - Damon Sharpe - inženir - Starsmith – producent, mešanje - Mima Stilwell – spremljevalni vokali - Jason Tarver – asistent inženirja - Ben Vella – električna kitara - Peter Wallevik – sintetizator, programiranje, producent - Richard X – sintetizator, minimoog |

## Dosežki in certifikacije
| Lestvica (2010–11)                                                      | Dosežek |
| ----------------------------------------------------------------------- | ------- |
| Avstralija (ARIA)                                                       | 2       |
| Avstrija (Ö3 Austria Top 40)                                            | 3       |
| Belgija (Flandrija; Ultratop 50)                                        | 4       |
| Belgija (Valonija; Ultratop 40)                                         | 3       |
| Kanada (Canadian Albums Chart)                                          | 8       |
| Hrvaška                                                                 | 10      |
| Češka (International Federation of the Phonographic Industry)           | 5       |
| Danska (IFPI - Danska)                                                  | 21      |
| Nizozemska (MegaCharts)                                                 | 4       |
| Evropa (European Top 100 Albums)                                        | 1       |
| Finska (Suomen virallinen lista)                                        | 22      |
| Francija (Syndicat National de l'Édition Phonographique)                | 3       |
| Nemčija (Media Control Charts)                                          | 3       |
| Grčija (IFPI - Grčija)                                                  | 1       |
| Madžarska (Mahasz)                                                      | 18      |
| Irska (IRMA)                                                            | 5       |
| Italija (FIMI)                                                          | 9       |
| Japonska (Oricon)                                                       | 28      |
| Mehika (Asociación Mexicana de Productores de Fonogramas y Videogramas) | 22      |
| Nova Zelandija (RIANZ)                                                  | 11      |
| Norveška (VG-lista)                                                     | 16      |
| Poljska (Polish Music Charts)                                           | 6       |
| Škotska (Scottish Singles and Albums Chart)                             | 1       |
| Španija (Productores de Música de España)                               | 2       |
| Švedska (Sverigetopplistan)                                             | 9       |
| Švica (Schweizer Hitparade)                                             | 2       |
| Združeno kraljestvo (UK Albums Chart)                                   | 1       |
| Združene države Amerike (Billboard 200)                                 | 19      |
| Združene države Amerike (Billboard Dance/Electronic Albums)             | 2       |

| Država              | Certifikacija |
| ------------------- | ------------- |
| Avstralija          | Platinasta    |
| Belgija             | Zlata         |
| Združeno kraljestvo | Platinasta    |

| Lestvica (2010)                                             | Dosežek |
| ----------------------------------------------------------- | ------- |
| Avstralija (ARIA)                                           | 55      |
| Evropa (European Top 100 Albums)                            | 54      |
| Švica (Schweizer Hitparade)                                 | 77      |
| Združene države Amerike (Billboard Dance/Electronic Albums) | 20      |

### Ostali pomembnejši dosežki
| Predhodnik: Recovery od Eminema | Prvo mesto na škotski glasbeni lestvici 17. julij 2010   | Naslednik: Recovery od Eminema |
| Predhodnik: Recovery od Eminema | Prvo mesto na britanski glasbeni lestvici 11. julij 2010 | Naslednik: Recovery od Eminema |
| Predhodnik: Recovery od Eminema | Prvo mesto na evropski glasbeni lestvici 24. julij 2010  | Naslednik: Recovery od Eminema |

## Zgodovina izidov
| Regija                  | Datum          | Založba         | Format                                                            |
| ----------------------- | -------------- | --------------- | ----------------------------------------------------------------- |
| Japonska                | 30. junij 2010 | EMI Music Japan | CD, CD + DVD (razširjena različica) digitalno, gramofonska plošča |
| Avstralija              | 2. julij 2010  | Warner Music    | CD, CD + DVD (razširjena različica) digitalno, gramofonska plošča |
| Nemčija                 | 2. julij 2010  | EMI             | CD, CD + DVD (razširjena različica) digitalno, gramofonska plošča |
| Nizozemska              | 2. julij 2010  | EMI             | CD, CD + DVD (razširjena različica) digitalno, gramofonska plošča |
| Švica                   | 2. julij 2010  | EMI             | CD, CD + DVD (razširjena različica) digitalno, gramofonska plošča |
| Avstrija                | 2. julij 2010  | EMI             | CD, CD + DVD (razširjena različica) digitalno, gramofonska plošča |
| Poljska                 | 2. julij 2010  | EMI             | CD, CD + DVD (razširjena različica) digitalno, gramofonska plošča |
| Španija                 | 2. julij 2010  | EMI             | CD, CD + DVD (razširjena različica) digitalno, gramofonska plošča |
| Velika Britanija        | 5. julij 2010  | Parlophone      | CD, CD + DVD (razširjena različica) digitalno, gramofonska plošča |
| Mehika                  | 5. julij 2010  | EMI             | CD, CD + DVD (razširjena različica) digitalno, gramofonska plošča |
| Brazilija               | 5. julij 2010  | EMI             | CD, CD + DVD (razširjena različica) digitalno, gramofonska plošča |
| Francija                | 5. julij 2010  | EMI             | CD, CD + DVD (razširjena različica) digitalno, gramofonska plošča |
| Danska                  | 5. julij 2010  | EMI             | CD, CD + DVD (razširjena različica) digitalno, gramofonska plošča |
| Nova Zelandija          | 5. julij 2010  | Warner Music    | CD, CD + DVD (razširjena različica) digitalno, gramofonska plošča |
| Združene države Amerike | 6. julij 2010  | Capitol Records | CD, CD + DVD (razširjena različica) digitalno, gramofonska plošča |
| Kanada                  | 6. julij 2010  | EMI             | CD, CD + DVD (razširjena različica) digitalno, gramofonska plošča |
| Tajska                  | 6. julij 2010  | Gold Typhoon    | CD, CD + DVD (razširjena različica) digitalno, gramofonska plošča |
| Izrael                  | 7. julij 2010  | Helicon Records | CD, CD + DVD (razširjena različica) digitalno, gramofonska plošča |